# Ferdinand de Géramb
 (avril 2018).
Ferdinand de Géramb (Lyon, 14 janvier 1772 – Rome, 15 mars 1848), est un militaire, aventurier, et moine franco-autrichien. Il fut l'un des restaurateurs en France de l'ordre cistercien de la Stricte Observance (ordre des Trappistes).

## Biographie

### Famille
Né à Lyon, il descendait par son père d'une famille anoblie venue de Hongrie, qui vivait dans le Banská Štiavnica, qui appartenait alors à la partie hongroise de la monarchie des Habsbourg. Il est le fils de Franz Xaver von Geramb, riche négociant dans l'industrie de la soie de Lyon, originaire de Hongrie, et de Marie-Madeleine La Sausse, issue d'une ancienne famille de Basse-Auvergne.
Son père avait acheté en 1785 le château de l'Épervière. 
En 1796, le baron de Géramb épousa sa cousine Theresa de Adda qui mourut en 1808 à Palerme. Ils avaient eu six enfants dont deux moururent en bas âge. À son entrée à La Trappe, il confia ses enfants à son frère Léopold de Géramb (1774-1845), officier général au service de l'Autriche.

### Révolution française
Obligé par la Révolution de quitter Lyon, avec sa famille, le 10 septembre 1790, François-Ferdinand entra à l'académie militaire de Vienne. Il en sortit en 1793 avec le brevet d'officier de cavalerie. 
Il prit part à tous les combats que la Révolution livra à l'Autriche, se signala surtout à la bataille de Hohenlinden et au siège d'Ulm où, à la tête de huit cents cavaliers, il parvint à traverser la ligne d'investissement, suivi du prince Ferdinand Charles Joseph d'Autriche-Este, à qui il sauva la vie.

### Au service de l'Autriche

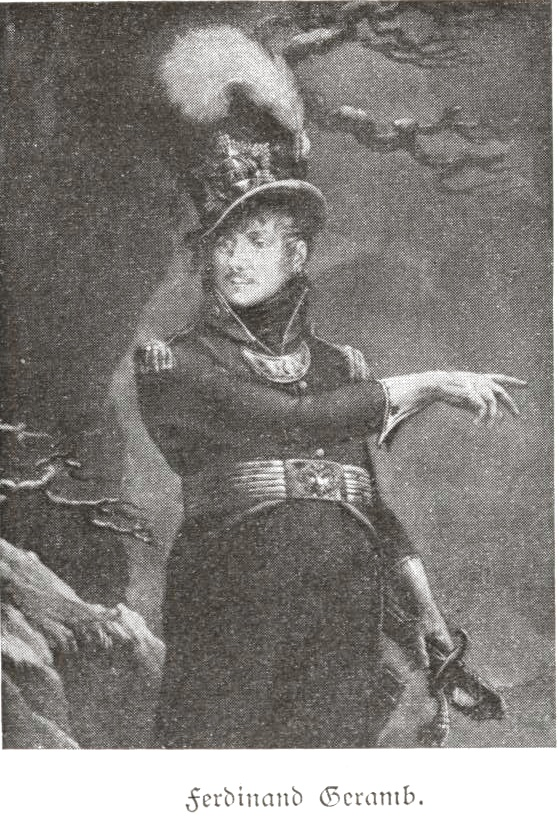
Ferdinand von Geramb, 1805

Chambellan de l'Empereur d'Autriche en 1804, il fut un agent actif de lutte contre la Révolution française. L'empereur d'Autriche le nomma en 1806 colonel, chevalier de Malte et chambellan, attaché plus spécialement au cérémonial des audiences. Il atteignit le rang de lieutenant-général dans l'armée autrichienne. 
Pour accepter la dignité impériale héréditaire autrichienne par François Ier, Geramb a écrit le poème historique-allégorique Habsburg, qu'il a présenté au monarque le 8 décembre 1804. 
Il a versé, avec Friedrich von Berchtold, 65 000 florins au bénéfice des victimes de la disette de 1805 des monts des Géants.
La même année, Ferdinand de Geramb établit un corps franc à Vienne contre l'empereur Napoléon Ier et publie une proclamation contre lui: L'ennemi de l'Europe a inondé l'Allemagne de ses armées et menace les frontières de la patrie. Il y a une croix commémorative du Corps franc de Geramb, connu à Austerlitz sous le nom de Freikorps Impératrice Maria Teresa. 
Au mois de novembre 1807, le baron de Géramb quitta la cour de Vienne pour aller en Sicile chercher un climat plus favorable à la santé de sa femme. Marie-Caroline d'Autriche, reine de Sicile, l'attacha à sa Cour en qualité de chambellan et lui confia une mission des plus délicates en Angleterre, toujours contre la France impériale mais où il multiplia également des aventures parfois controversées.
A son retour, le baron de Géramb perdit sa femme, qui fut inhumée, le 8 décembre 1808, dans l'église des Clarisses de Palerme, et vit bientôt sa carrière brisée par les intrigues de lord Bentinck, qui obligea la reine à congédier son premier chambellan. 
En 1809, Geramb commanda comme colonel un régiment autrichien, qu'il dirigea également lors de la bataille de Wagram. En 1810, il s'embarqua pour Cadix pour combattre volontairement les Français en Espagne. À Cadix, où il aborda le 16 janvier 1810, il trouva la ville en état de siège et reçut le brevet de général. Dans une des premières sorties des assiégés, son cheval fut tué et lui-même grièvement blessé. Aussitôt qu'il fut un peu remis, la junte de Cadix l'envoya en Angleterre pour y recruter un corps de volontaires. À Londres, le général diplomate fit appel à l'opinion publique dans un opuscule intitulé : Lettre à Sophie, et dissipa en prodigalités insensées les crédits qui lui avaient été alloués par la junte espagnole. 
Afin d'échapper aux poursuites de ses créanciers, il s'embarqua pour le Danemark au mois de janvier 1812. À peine était-il débarqué qu'il fut appréhendé par la police et conduit à Hambourg où trois gendarmes français se saisirent de lui. Tombé entre les mains de Napoléon Ier en 1812, il fut enfermé au donjon de Vincennes. Dans son récit Voyage à Rome, il mentionne expressément être sujet de l'empereur, c'est-à-dire autrichien.
Deux années de captivité, et surtout les relations qu'il avait eues au donjon de Vincennes avec Étienne Antoine Boulogne, évêque de Troyes, et le père Francesco Fontana, avaient sensiblement modifié les idées du romanesque personnage.
Gouverneur général de l'Aube et de l'Yonne
Le 15 avril 1814, il est nommé gouverneur général "pour Sa Majesté l'Empereur d'Autriche" des départements de l'Aube et de l'Yonne. Son activité consiste surtout à lever des réquisitions (de denrées alimentaires, de fourrages et même à renouveler les uniformes et équipements des troupes autrichiennes) et des impôts. 

## Moine trappiste

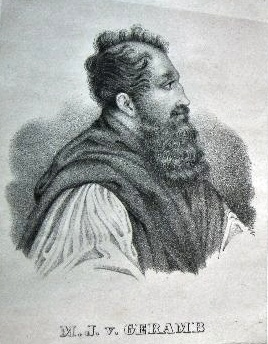
Ferdinand von Geramb en Trappiste

### Les débuts
L'entrée des Alliés à Paris (31 mars 1814) le rendit à la liberté. Pendant qu'il était à Lyon pour assister aux derniers moments de sa mère, il apprit qu'une nouvelle Trappe allait se fonder dans la Mayenne : l'abbaye Notre-Dame-du-Port-du-Salut, près de Laval. 
Aussitôt sa décision fut prise et, pour faire sa veillée d'armes, il visita successivement l'abbaye de Valsainte et l'abbaye de Darfeld en Westphalie, où il demeura jusqu'à la fin de décembre 1815. À l'entrée au monastère, il confia ses enfants à son frère, le général Léopold de Geramb, et il demanda  au tsar de Russie, ainsi qu'à l'empereur d'Autriche qu'il connaissait personnellement, de leur apporter une attention particulière.

### Le Port-du-Salut
Le 5 janvier 1816, le baron de Géramb, revêtu du brillant costume de général, fit pompeusement son entrée dans le monastère nouvellement fondé du Port-du-Salut, prit l'habit religieux le 15, et fut admis à faire sa profession religieuse le 4 avril 1817, il prononça ses vœux perpétuels et devint le père Marie Joseph. 
Nommé barbier du monastère, il s'acquitta si mal de cet emploi qu'il en fut relevé immédiatement. La charge de peintre-vitrier qu'on lui confia entra mieux dans ses aptitudes. Il se mit à décorer de têtes de morts et d'emblèmes funéraires les murs du monastère qui, grâce à son pinceau, prit l'aspect d'une véritable nécropole.
Jusque-là presque complètement ignoré dans la Mayenne, le père Marie-Joseph en devint un des personnages le plus en vue lorsqu'en 1817, il fut appelé à remplir la charge de frère hôtelier. À la fin de l'année 1822, la chapelle était devenue insuffisante pour le nombre des religieux. Afin de se procurer les ressources nécessaires à son agrandissement, le R. P. abbé, dom François de Germond, chargea le frère hôtelier de faire une quête dans le département.
Rentré à la Trappe, le Père de Géramb entreprit aussitôt la construction du chœur et en fut à la fois l'architecte et le manœuvre. Le plan mal conçu fut encore plus mal exécuté et la voûte du sanctuaire s'écroula avant d'être achevée. Pour réparer ce désastre, le père reprit le bâton du voyageur et parcourut la Sarthe, où il trouva le même accueil que dans la Mayenne. À son retour, au commencement du carême de 1824, il se mit de nouveau à l'œuvre, mais dans la crainte d'un second accident remplaça la voûte du sanctuaire par un simple plafond semé d'étoiles. La chapelle ainsi agrandie et restaurée fut consacrée le 3 juillet 1824, par Claude-Madeleine de La Myre-Mory.
Avec la permission de ses supérieurs, le P. de Géramb quitta la Trappe au commencement de janvier 1827, et écrivit de Laval une lettre publique dans laquelle il faisait ses adieux aux bons et aimables habitants de la douce contrée de la Mayenne.

### La Trappe

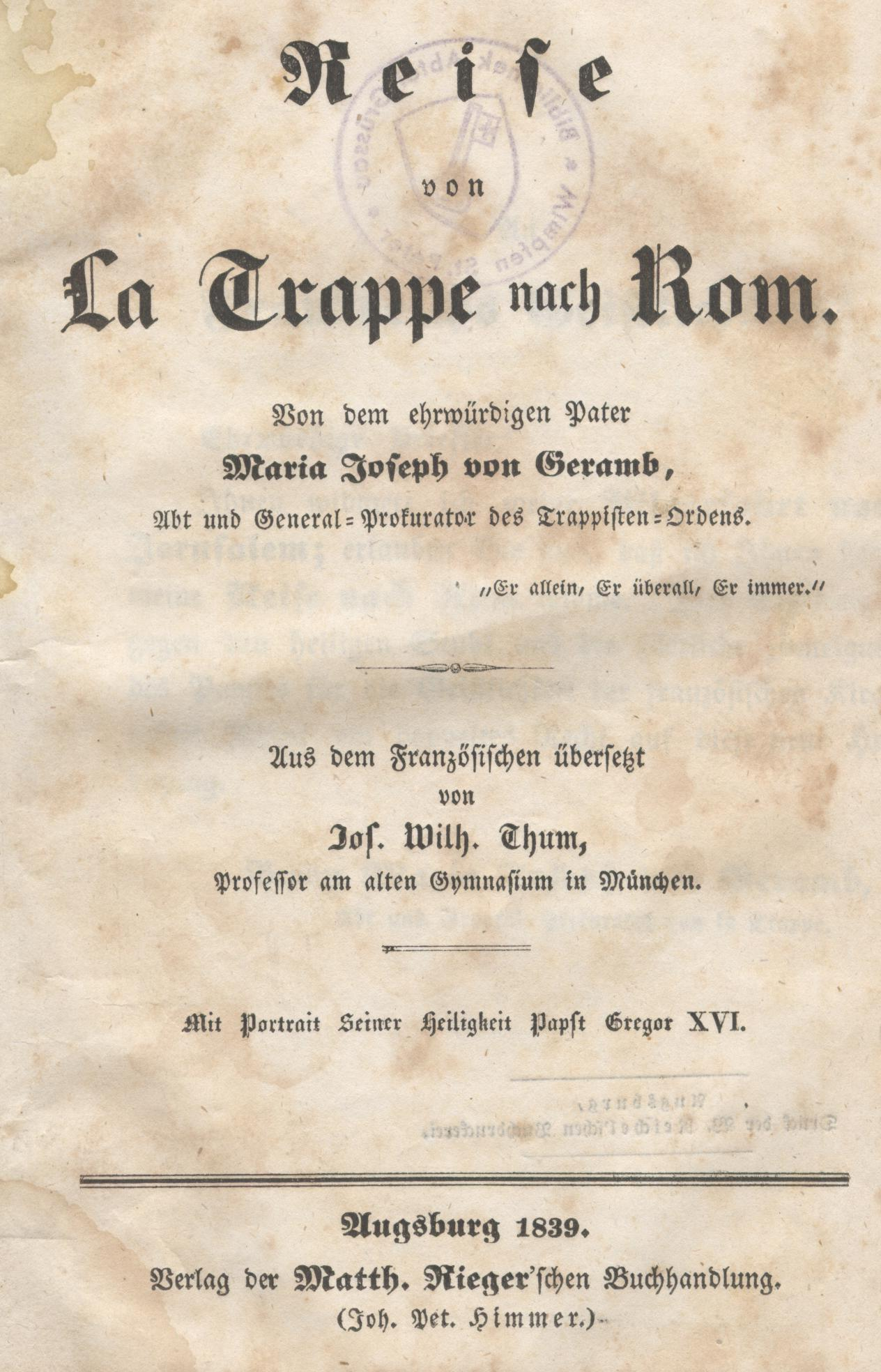
Ferdinand von Geramb, Buchtitelblatt „Reise von La Trappe nach Rom“

Après un séjour dans les abbayes cisterciennes du monastère du Mont des Oliviers en 1827, nouvellement attribuée aux cisterciens, et de l'abbaye Saint-Urbain. Il rencontra dans cette dernière abbaye l'abbé Friedrich Pfluger (1772-1848) avec lequel il se lie d'amitié.
Lors de la révolution des Trois Glorieuses de juillet 1830, son intervention évita le pillage de la communauté trappiste. Il entreprit un pèlerinage en Terre-Sainte, qu'il annonça au monde, en invitant toutes les âmes pieuses à s'unir à lui (20 juin 1831). 
Le 21 décembre 1833, le moine voyageur rentra à l'abbaye de Saint-Urbain, où il composa son Pèlerinage à Jérusalem et au Mont-Sinaï. 
Enfin en 1837, il se rendit à Rome et sut gagner les bonnes grâces de Grégoire XVI, qui le nomma motu proprio, abbé in partibus et procureur de la Trappe auprès de la Cour pontificale. À toutes ses anciennes décorations, le moine ajouta les insignes abbatiaux, l'anneau et la croix pectorale qu'il aimait à produire dans les salons de l'aristocratie romaine. 
Il ne quitta sa résidence que pour venir, en 1838 et 1840, assister au chapitre général de la Grande-Trappe, près de Mortagne-au-Perche et mourut à Rome le 15 mars 1848.
C'était une personnalité controversée de réputation européenne ayant à sa disposition d'importantes sommes d'argent qu'il utilisait à des fins mystérieuses. Un temps il fut réputé faire des miracles. Il publia plusieurs ouvrages.

## Œuvres
- Lettre au comte de Moira, gouverneur de l'Inde, sur les Espagnols et sur Cadix (Londres, 1810).
- Lettre à Sophie (Paris, 1814).
- Lettre à Mgr de la Myre, sur la mort de M. Le Clerc de la Roussière (Le Mans, 1823, in-12).
- Lettre aux habitants du Mans (Le Mans, 1823, in-4° de 4 pages).

Les suivants ont été publiés de 1827 à 1830, à Paris, chez Adrien Leclerc, à qui l'auteur avait cédé la propriété de ses œuvres moyennant une rente viagère de 2.200 fr. :
- Lettres à Eugène sur l'Eucharistie (in-12, avec gravures, 2 éditions).
- L'unique chose nécessaire (in-12 avec gravures, 4 éditions).
- Au tombeau de mon Sauveur (grand in-18, avec gravures).
- Aspirations aux sacrées plaies (in-18 avec vignettes, 6 éditions).
- Litanies pour une bonne mort (in-18 avec ou sans gravures).
- Marie au pied de la Croix (1 vol. in-18, avec gravures et vignettes).
- L'Éternité s'avance et nous n'y pensons pas.
- A Jésus Crucifié (in-18 avec gravures et vignettes).
- Pèlerinage à Jérusalem et au Mont-Sinaï (Lyon, 1836, 3 vol. in-8, fig. et cartes).
- Voyage de la Trappe à Rome (Paris, 1838, in-8 ; 3e édit. Paris, 1844, in-12).